# 45e brigade d'infanterie (États-Unis)
Pour les articles homonymes, voir 45e brigade.
La 45e brigade d'infanterie des États-Unis est une brigade de l'armée américaine créé en 1968.